# 猫学

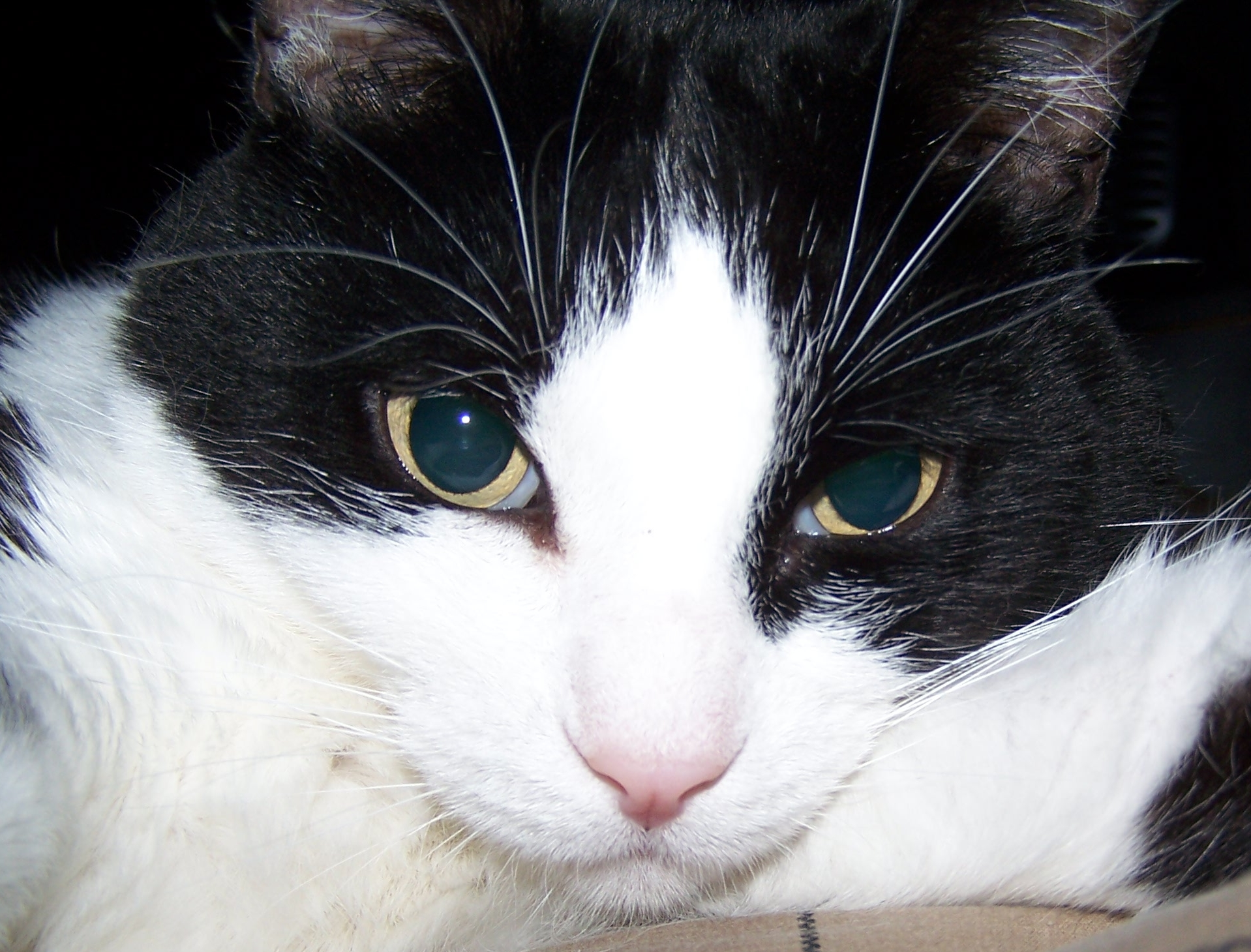
ブチネコ

猫学（ねこがく、英: Felinology またはfelidology）は、 ネコを研究する学問である。英語のFelinologyという単語は、ラテン語のfelinus（猫の、ネコ科の）とギリシャ語の-logos（科学）より成る。家猫や野生の猫の解剖学、遺伝学、生理学、繁殖学などを研究する学問である。

## 血統登録団体
猫の血統登録団体には以下のようなものがある。
- Cat Fanciers' Association（CFA） - 1906年にアメリカで設立[2]
- Fédération Internationale Féline（FIFé） - 1949年にパリで設立[2]
- Governing Council of the Cat Fancy（GCCF） - 1910年にイギリスで設立[2]
- The International Cat Association（TICA） - 1979年に設立[2]
- World Cat Federation（WCF） - 1988年にリオデジャネイロで設立され、現在はドイツが拠点[2]
- Australian Cat Federation（ACF）